# Линия 6 (Мадридский метрополитен)
Линия 6 — линия Мадридского метрополитена. Была открыта первоначально между станциями «Куатро Каминос» и «Пасифико» 11 октября 1979 года. Это одна из двух круговых линий в Мадриде, но в отличие от линии 12, она не открылась как полный круг. Круг был завершен в 1995 году, взяв четыре этапа от его первоначального открытия.
На картах она обозначена серым цветом.

## История
Сначала 7 мая 1981 года линия была продлена от Пасифико до Опорто, затем 1 июня 1983 года линия была продлена от станции «Опорто» до станции «Лагуна». В-третьих, линия была продлена от станции «Куатро Каминос» до станции «Сьюдад-Университария», обслуживающего Мадридский университет Комплутенсе 13 января 1987 года, и, наконец, линия была продлена от станции «Сьюдад-Университария» до станции «Лагуна» 10 мая 1995 года, завершив круг. 26 января 2007 года на перегоне между станциями «Легаспи» и «Мендес-Альваро» открылась станция «Аргансуэла-Планетарио».
Линия 6 является одной из самых загруженных линий в сети, поэтому для облегчения перегрузки на самых загруженных станциях Мадрид принял «испанское решение». Это означает, что на некоторых станциях есть две боковые платформы и островная платформа. Это также использовалось на Линии 5, но только две станции сохраняют оригинальную планировку («Кампаменто» и «Карабанчель»).
Линия 6 использует 6-вагонные поезда в основном класса 8400, однако линия все еще имеет класс 5000s на линии.

## Пересадки
- На линию 5 на станции — Опорто
- На линию 11 на станции — Пласа-Элиптика
- На линию 3 на станциях — Легаспи и Монклоа
- На линию 1 на станции — Пасифико
- На линию 9 на станции — Сайнс-де-Баранда
- На линию 2 на станции — Мануэль-Бесерра
- На линии 4 и 5 на станции — Диего-де-Леон
- На линии 4, 7 и 9 на станции — Авенида-де-Америка
- На линии 8 и 10 на станции — Нуэвос-Министериос
- На линии 1 и 2 на станции — Куатро-Каминос
- На линию 7 на станции — Гусман-эль-Буэно
- На линию 3 и 4 на станции — Аргуэльес
- На линию 10 и R на станции — Принсипе-Пио